# Sebastian Klein (Schauspieler)
Sebastian Klein, auch Sepp Klein, (* 1983 in Frankfurt am Main) ist ein deutscher Schauspieler.

## Leben
Sebastian Klein unternahm nach dem Abitur und seinem Zivildienst, den er in einem Altenpflegeheim ableistete, zunächst eine einjährige Weltreise durch Indien, Nepal, Australien und Neuseeland. Von 2005 bis 2009 studierte er Schauspiel an der Hochschule für Musik und Darstellende Kunst in seiner Heimatstadt Frankfurt am Main. Von 2009 bis 2010 besuchte er das Lee Strasberg Theatre and Film Institute in New York. Außerdem belegte er später Kurse und Workshops am Institut für Schauspiel, Film- und Fernsehberufe, beim Coachingteam Frank Betzelt und beim Ivana Chubbuck Studio (Kopenhagen).
Während seines Schauspielstudiums war er ausbildungsbegleitend von 2006 bis 2008 am Schauspiel Frankfurt engagiert. In der Spielzeit 2009/10 war er Mitglied der Württembergischen Landesbühne Esslingen.
Von 2010 bis zum Ende der Spielzeit 2013/14 war er festes Ensemblemitglied am Staatstheater Kassel. Zu seinen Rollen dort gehörten die Titelrolle in Der Marquis von Keith, Stelzfuss in The Black Rider, der Handwerksbursch in Woyzeck, der Conferencier im Musical Cabaret und Werschinin in Drei Schwestern. Am Staatstheater Kassel trat er u. a. in Inszenierungen von Patrick Schlösser, Peter Seuwen, Markus Dietz, Volker Schmalöer, Gustav Rueb und Sebastian Schug auf. Von 2008 bis 2014 war er außerdem festes Ensemblemitglied beim Sommertheater Barock am Main.
Seit 2014 arbeitet Klein als freischaffender Schauspieler. Weitere Theaterengagements hatte er an der „Fliegenden Volksbühne Frankfurt“ (2014–2015), am Schauspiel Essen (2014/15) und am Schauspiel Stuttgart (2016), wo er u. a. wieder mit Gustav Rueb und auch mit Wojtek Klemm arbeitete. In der Spielzeit 2018/19 gastierte er am Theater Konstanz in der Komödie Die Vögel von Aristophanes in einer Inszenierung von Ingo Putz. 2020 gastierte er am Schauspiel Essen und am Schauspiel Stuttgart.
Sebastian Klein stand auch in einigen Film- und Fernsehrollen vor der Kamera, wo er u. a. mit Jöns Jönsson, Thomas Freundner, Petra Lüschow, Verena S. Freytag, Bastian Günther, Esther Bialas und Lars Kraume zusammenarbeitete.
In dem Fernsehfilm Billy Kuckuck – Eine gute Mutter (2019), dem zweiten Teil der gleichnamigen TV-Reihe um die Gerichtsvollzieherin Billy Kuckuck (Aglaia Szyszkowitz), verkörperte er in einer Nebenrolle den jungen Ingo Seifert, den Inhaber eines Burger-Imbisswagens in der Mainzer Innenstadt, der nach einer Abmahnung sein Kleingewerbe schließen muss. In der 6. Staffel der Fernsehserie In aller Freundschaft – Die jungen Ärzte (2020) übernahm er eine der Episodenhauptrollen als obdachloser und verwahrloster Vater, der seit zwei Jahren in seinem Auto lebt und seine Tochter wiedersehen will. In der 3. Staffel der österreichischen Krimiserie SOKO Linz (2024) spielte er den tatverdächtigen „grimmigen“ Biker Christian Kalmitz, der die Ex-Frau und die Tochter eines ermordeten Rechtsanwalts beschützt.
In der 4. Staffel der TV-Serie Charité (2024) war er in einer durchgehenden Nebenrolle als verzweifelter Ehemann Rupert Baldwin zu sehen. Im NDR-Tatort: Schweigen (2024) spielte er den Feuerwehrmann Pit Pötter.
Sebastian Klein lebt in Frankfurt am Main.

## Filmografie (Auswahl)
- 2018: Rentnercops: Jeder Tag zählt! (Fernsehserie, Folge Willkommen im Chaos)
- 2019: Billy Kuckuck – Eine gute Mutter (Fernsehreihe)
- 2020: In aller Freundschaft – Die jungen Ärzte (Fernsehserie, Folge Kokon)
- 2021: Tatort: Wer zögert, ist tot (Fernsehreihe)
- 2022: Axiom (Kinofilm)
- 2022: Großstadtrevier (Fernsehserie, Folge Bordsteinadler)
- 2023: Tatort: Erbarmen. Zu spät. (Fernsehreihe)
- 2023: Wir haben einen Deal (Kinofilm)
- 2024: Charité (Fernsehserie, 4. Staffel)
- 2024: SOKO Linz (Fernsehserie, Folge MC4C)
- 2024: Tatort: Schweigen (Fernsehreihe)